# Agapetus ayodhia
Agapetus ayodhia är en nattsländeart som beskrevs av Schmid 1958. Agapetus ayodhia ingår i släktet Agapetus och familjen stenhusnattsländor. Inga underarter finns listade i Catalogue of Life.